# George R. R. Martin
George Raymond Richard Martin (sinh ngày 20 tháng 9 năm 1948) là nhà biên kịch người Mỹ và là nhà văn viết truyện giả tưởng, kinh dị, khoa học viễn tưởng. Ông được biết đến với tác phẩm A Song of Ice and Fire - Trò chơi vương quyền – bộ sử thi hùng tráng bán chạy nhất, được HBO dựng thành series phim truyền hình ăn khách. Martin được tạp chí Time bình chọn là một trong "những người có ảnh hưởng nhất trên thế giới" (2011 Time 100).

## Thân thế cuộc đời
George R. R. Martin sinh tại Bayonne, New Jersey, là con trai của một phu khuân vác. Sinh ra và lớn lên trong sự nghèo khó nhưng với trí tưởng tượng phong phú của mình, ngay từ khi còn bé, ông đã bắt đầu viết và bán những câu chuyện về quái vật cho lũ trẻ con ở những khu phố khác. Ông viết hẳn một câu chuyện về vương quốc thần thoại của loài rùa – con vật cưng của mình.
Sau đó, ông nhanh chóng trở thành fan cuồng nhiệt của truyện tranh, hâm mộ những câu chuyện về những siêu anh hùng. Năm 1963, ông bắt đầu tham gia vào giới fan trẻ hâm mộ truyện tranh và viết các cuốn tiểu thuyết khác nhau. Năm 1965, Martin giành giải thưởng Alley cho cuốn truyện tranh về siêu anh hùng Powerman vs Blue Barrier.
Truyện ngắn khoa học viễn tưởng đầu tiên của ông được xuất bản vào đầu năm 1970. Cuốn sách đầu tiên được đề cử giải thưởng Hugo và Tinh Vân là With Morning Comes Mistfall, xuất bản năm 1973 bởi tạp chí Analog.
Cuốn sách thứ tư của Martin, The Rag Armageddon (1983) thất bại, "gần như phá hủy sự nghiệp của tôi vào thời điểm đó", ông nhớ lại. Tuy nhiên, nó mở đầu cho sự nghiệp truyền hình của ông.
Cuốn tiểu thuyết Nightflyers của ông được chuyển thể thành bộ phim cùng tên năm 1987. Nhưng điều đó chưa khiến ông thỏa mãn bởi sự cố gắng của ông đã bị hãng phim cắt giảm kịch bản và ngân sách.
Ngoài phần lớn các tác phẩm viễn tưởng và kinh dị, ông còn viết tiểu thuyết chính trị - quân sự, Night of Vampyres, nằm trong tuyển tập của Harry Turtledove, đoạt giải cuốn tiểu thuyết khoa học viễn tưởng quân sự hay nhất của thế kỷ 20.

## Tóm lược sự nghiệp của Martin
- Tốt nghiệp Thạc sĩ chuyên ngành Báo chí của Đại học Northwestern
- Giảng dạy về ngành Báo chí ở trường Đại học Clarke, Iowa
- Tổ chức các giải đấu cờ vua của Continental Chess Association
- Sự nghiệp tại Hollywood: Biên kịch chương trình Twilight Zone trên kênh CBS (1986), chịu trách nhiệm cố vấn kịch bản và sản xuất chương trình Beauty and the Beast kênh CBS (1987 - 1989), viết kịch bản và đồng sản xuất chương trình Doorways của Colombia Pictures Television
- Thành viên Hội nhà văn Mỹ chuyên thể loại khoa học viễn tưởng và giả tưởng

## A Song of Ice and Fire/ Trò chơi vương quyền
Năm 1991, Martin trở lại sự nghiệp văn chương với bộ sử thi đồ sộ A Song of Ice and Fire/ Trò chơi vương quyền (lấy cảm hứng từ "cuộc chiến hoa hồng" và Ivanhoe). 
Martin bắt tay vào viết bộ tiểu thuyết này năm 1991 và xuất bản tập đầu tiên vào năm 1996. Sau đó, ông dần mở rộng kế hoạch 3 tập đầu tiên thành 4, 6 và cuối cùng là 7 tập. Tập 5 – A Dance with Dragons hoàn thành sau hơn 5 năm và được xuất bản vào năm 2011. Cuốn thứ 6 – The Winds of Winter vẫn đang được ông thực hiện.

## Series phim truyền hình A Game of Thrones/ Trò chơi vương quyền trên HBO
Trong suốt thời gian hoàn thành A Dance with Dragons và các dự án khác, George R. R. Martin cũng tham gia rất nhiều vào quá trình sản xuất bộ phim truyền hình dài tập A Game of Thrones chuyển thể từ bộ tiểu thuyết A Song of Ice and Fire. Sự tham gia của Martin bao gồm việc lựa chọn đội ngũ sản xuất, tham gia viết kịch bản, được ghi nhận như nhà sản xuất của series phim này.
Năm 2007, HBO mua bản quyền toàn bộ A Song of Ice and Fire, dựng phim và phát sóng lần đầu tiên vào ngày 17/04/2011, mỗi tuần chiếu 1 tập, mỗi tập có độ dài hơn 1 tiếng.
Season 1 của bộ phim được đề cử 13 giải Emmy và giành 2 giải. Season 2 với 10 tập được phát sóng vào tháng 1/2012, được đề cử 12 giải Emmy và giành 6 giải.

## Các thông tin liên quan

### Các tiểu thuyết
- Dying of the Light (1977) – đề cử giải Hugo (1978) và British Fantasy (1979)
- Windhaven (1981, đồng tác giả với Lisa Tuttle) – đề cử giải Locus Poll (1982)
- Fevre Dream (1982) – đề cử giải Lotus và World Fantasy (1983)
- The Armageddon Rag (1983) – đạt giải thưởng Locus Poll và đề cử giải World Fantasy (1984)
- Tuf Voyaging (1986)
- Hunter's Run (2007)
- Series tiểu thuyết A Song of Ice and Fire/ Trò chơi vương quyền (1996 – 2011)

### Tiểu thuyết thiếu nhi
The Ice Dragon

### Viết kịch bản truyền hình
- The Twilight Zone:
  - The Last Defender of Camelot (1986)
  - The Once and Future King (1986)
  - A Saucer of Loneliness (1986)
  - Lost and Found (1986)
  - The World Next Door (1989)
  - The Toys of Caliban (1986)
  - The Road Less Travelled (1986)
- Beauty and the Beast:
  - Terrible Saviour (1987)
  - Masques (1987)
  - Shades of Grey (1988)
  - Promises of Someday (1988)
  - Fever (1988)
  - Ozymandias (1988)
  - Dead of Winter (1988)
  - Brothers (1989)
  - When the Blue Bird Sings' (1989)
  - A Kingdom by the Sea (1989)
  - What Rough Beast (1989)
  - Ceremony of Innocence (1989)
  - Snow (1989)
  - Beggar's Comet (1990)
  - Invictus (1990)
- Doorways (1993)
- Game of Thrones
  - "The Pointy End" (season 1)
  - "Blackwater" (season 2)
  - "Autumn Storms" (season 3)

### Viết kịch bản game
- Elden Ring (2022)

Chú thích